# Eschenbachiinae
La  Eschenbachiinae  G.L.Nesom, 2020 è una sottotribù di piante angiosperme dicotiledoni della famiglia delle Asteraceae (sottofamiglia Asteroideae e tribù Astereae/clade Basal grade).

## Etimologia
Il nome della sottotribù deriva dal suo genere tipo Eschenbachia Moench (la specie tipo è Eschenbachia aegyptiaca (L.) Brouillet). Eschenbachia deriva da Johann Friedrich Eschenbach (1757-?), medico e botanico tedesco a Lipsia.
Il nome scientifico della sottotribù è stato definito dal botanico Guy L. Nesom (1945-) nella pubblicazione " Phytoneuron. Digital Publications in Plant Biology" (  Phytoneuron 2020-53: 26) del 2020.

## Descrizione

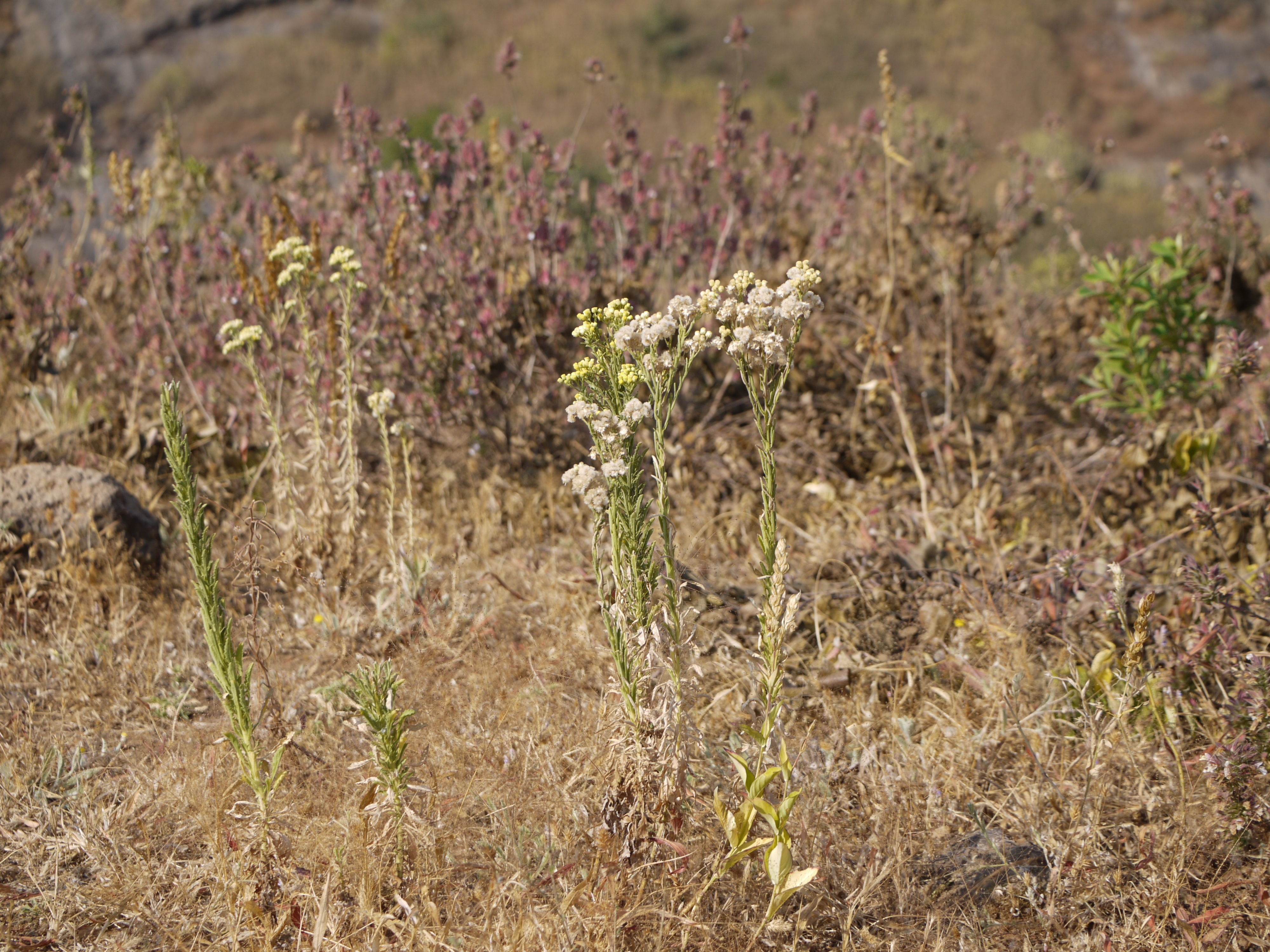
Il portamento
Eschenbachia stricta

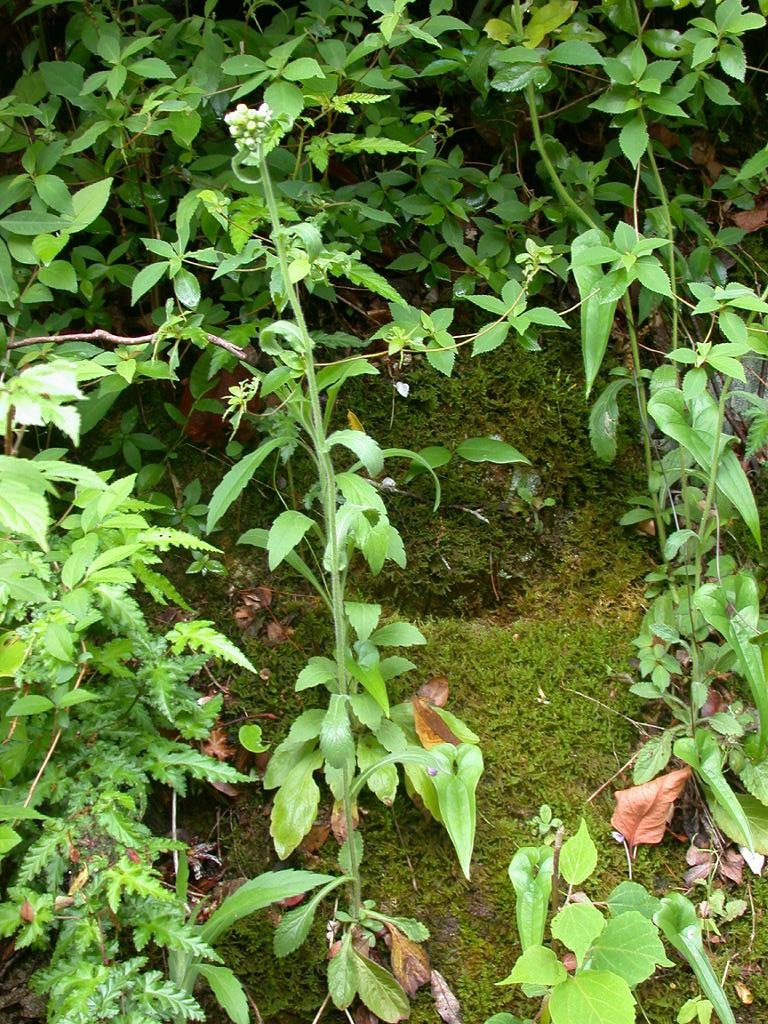
Le foglie
Eschenbachia japonica

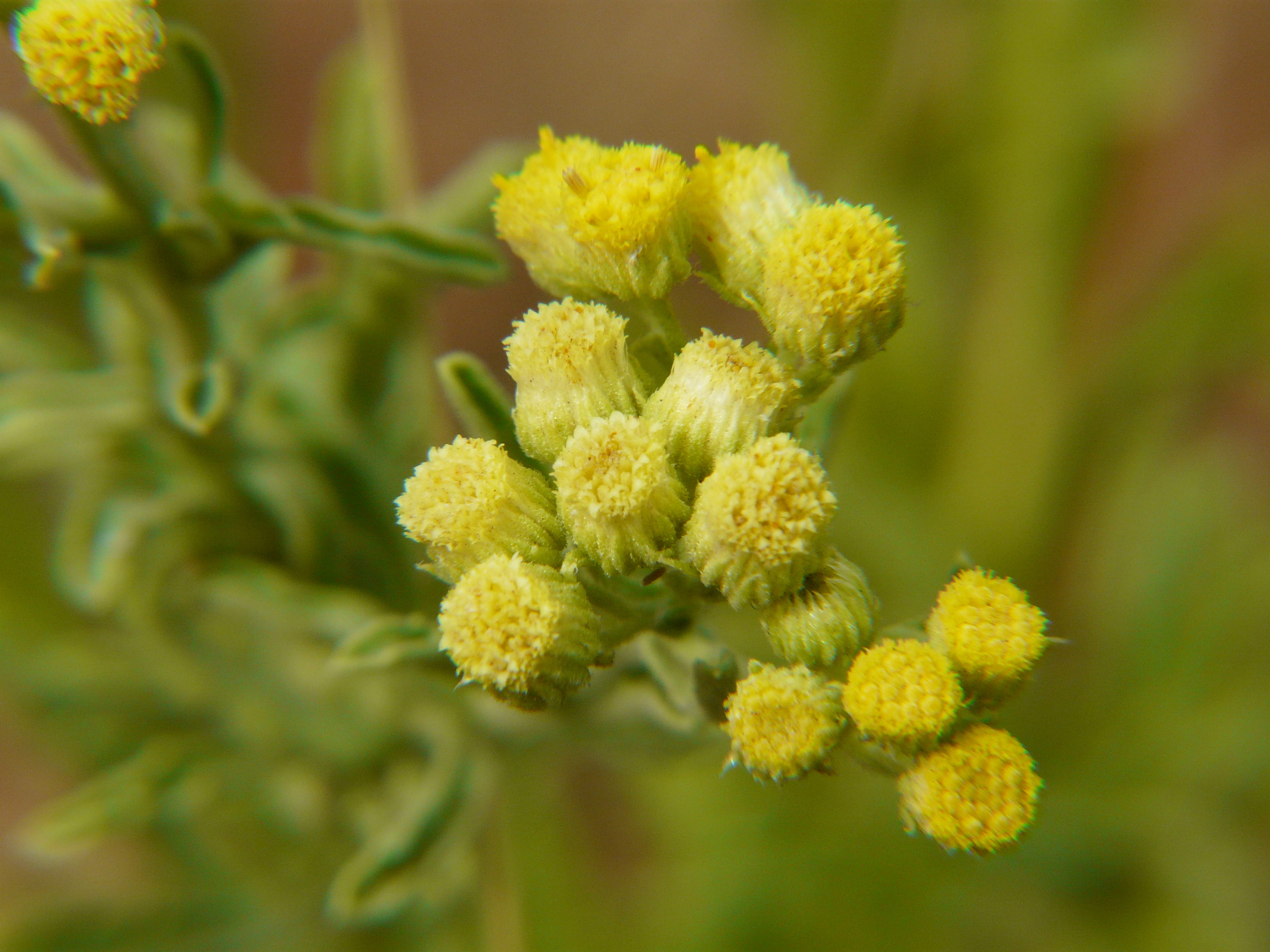
Infiorescenza
Eschenbachia stricta

Portamento. Le specie di questa sottotribù hanno un habitus di tipo erbaceo annuale o perenne (talvolta anche arbustivo).
Fusto. La parte aerea in genere è eretta, semplice o ramosa. Le radici sono fitte o rizomatose. 
Foglie. Le foglie in genere sono disposte in modo alternato, picciolate o sessili. La lamina è semplice intera o pennata (talvolta è seghettata). Sulla superficie possono essere presenti dei punti ghiandolari oppure no.
Infiorescenza. Le sinflorescenze sono sia scapose (capolini solitari) che composte da diversi capolini raccolti in grappoli compatti o sciolti. Le infiorescenze vere e proprie sono composte da un capolino terminale peduncolato di tipo discoidale. I capolini sono formati da un involucro, con forme da cilindriche a campanulate, composto da diverse brattee, al cui interno un ricettacolo fa da base ai fiori di due tipi: fiori del raggio e fiori del disco. Le brattee, piatte e a consistenza erbacea, sono disposte in modo più o meno embricato su più serie. Il ricettacolo in genere è nudo ossia senza pagliette a protezione della base dei fiori; la forma è piatta o da convessa a conica.
Fiori.  I fiori sono tetra-ciclici (formati cioè da 4 verticilli: calice – corolla – androceo – gineceo) e pentameri (calice e corolla formati da 5 elementi). Si distinguono in:
- fiori del raggio (esterni): sono femminili e sono disposti su una sola serie; la forma è ligulata (zigomorfa); le ligule sono ridottissime;
- fiori del disco (centrali): sono più numerosi con forme brevemente tubulose (attinomorfe); sono ermafroditi o (raramente) funzionalmente maschili (le ovaie sono sterili)

- Formula fiorale:

*/x K {\displaystyle \infty }, [C (5), A (5)], G 2 (infero), achenio
- Calice: i sepali del calice sono ridotti ad una coroncina di squame.

- Corolla: la forma della corolla alla base è più o meno imbutiforme o tubolare con 5 (raramente 4) lobi (i fiori del disco); i lobi, patenti o eretti, hanno una forma deltata o più o meno lanceolata. I colori della corolla sono giallo e altri colori.

- Androceo: l'androceo è formato da 5 stami sorretti da filamenti generalmente liberi; gli stami sono connati e formano un manicotto circondante lo stilo; le teche (produttrici del polline) alla base sono troncate e sono lievemente auricolate (molto raramente sono speronate o hanno una coda); le appendici apicali delle antere hanno delle forme piatte e lanceolate; il tessuto endoteciale (rivestimento interno dell'antera) è quasi sempre polarizzato (con due superfici distinte: una verso l'esterno e una verso l'interno). Il polline è sferico con un diametro medio di circa 25 micron;  è tricolporato (con tre aperture sia di tipo a fessura che tipo isodiametrica o poro) ed è echinato (con punte sporgenti).[9][11]

- Gineceo: l'ovario è infero uniloculare formato da 2 carpelli.[5] Lo stilo (il recettore del polline) è profondamente bifido (con due stigmi divergenti) e con le linee stigmatiche marginali separate.[12] I due bracci dello stilo hanno una forma da lanceolata a deltoide e possono essere papillosi o ricoperti da ciuffi di peli. Lo stilo dei fiori del raggio è supinato.

Frutti. I frutti sono degli acheni con pappo; in alcune specie è presente un certo dimorfismo (gli acheni dei fiori del raggio differiscono dagli acheni dei fiori del disco);
- achenio: gli acheni, con forme compresse, hanno due nervature; la superficie normalmente è cosparsa da setole, qualche volta ghiandolosa; la parete dell'achenio è formata da celle contenenti rafidi ma prive di fitomelanina; il carpoforo normalmente è anulare; le setole con punte a forma di ancora non sono presenti; dimensioni dell'achenio: da 0,4 a 1,2 mm;
- pappo: il pappo è formato da una serie di setole connate alla base oppure libere.

## Biologia
Impollinazione: l'impollinazione avviene tramite insetti (impollinazione entomogama tramite farfalle diurne e notturne).

Riproduzione: la fecondazione avviene fondamentalmente tramite l'impollinazione dei fiori (vedi sopra).

Dispersione: i semi (gli acheni) cadendo a terra sono successivamente dispersi soprattutto da insetti tipo formiche (disseminazione mirmecoria). In questo tipo di piante avviene anche un altro tipo di dispersione: zoocoria. Infatti gli uncini delle brattee dell'involucro (se presenti) si agganciano ai peli degli animali di passaggio disperdendo così anche su lunghe distanze i semi della pianta. Inoltre per merito del pappo il vento può trasportare i semi anche a distanza di alcuni chilometri (disseminazione anemocora).

## Distribuzione e habitat
Le specie di questa sottotribù sono distribuite in Africa, Asia (tropicale) e Australia.

## Sistematica
La famiglia di appartenenza di questa voce (Asteraceae o Compositae, nomen conservandum) probabilmente originaria del Sud America, è la più numerosa del mondo vegetale, comprende oltre 23.000 specie distribuite su 1.535 generi, oppure 22.750 specie e 1.530 generi secondo altre fonti (una delle checklist più aggiornata elenca fino a 1.679 generi). La famiglia attualmente (2021) è divisa in 16 sottofamiglie; la sottofamiglia Asteroideae è una di queste e rappresenta l'evoluzione più recente di tutta la famiglia.

### Filogenesi
Il gruppo di questa voce è descritto nella tribù Astereae, una delle 21 tribù della sottofamiglia Asteroideae). Da un punto di vista filogenetico, la tribù Astereae fa parte del supergruppo (o sottofamiglia) "Asteroideae grade"; l'altro è il supergruppo "Non-Asteroideae" contenente il resto delle sottofamiglie delle Asteraceae. All'interno del supergruppo è vicina alle tribù Senecioneae, Calenduleae, Gnaphalieae e Anthemideae.
I caratteri più notevoli della tribù Astereae sono: la base delle antere sono prive di code e non sono calcarate (speronate); le linee stigmatiche dei bracci dello stilo sono totalmente separate; i due bracci dello stilo hanno una forma breve o allungata da lanceolata a deltoide e possono essere papillosi o ricoperti da ciuffi di peli (all'esterno, mentre all'interno sono glabri). La distribuzione della maggior parte delle specie di questo gruppo è nelle regioni temperate nord e sud.
In base alle ultime ricerche nella tribù sono stati individuati (provvisoriamente) 5 principali lignaggi:
- Basal grade: include alcuni generi isolati, il gruppo "South American-Oceania",  alcune sottotribù africane e il gruppo dei generi legnosi del Madagascar.
- Bellis lineage: comprende le sottotribù eurasiatiche e una sottotribù africana.
- Aster lineage: include i generi asiatici di Asterinae e i principali gruppi dell'Australia e dell'Oceania.
- Baccharis lineage: include alcuni gruppi sudamericani.
- North American lineage: include la vasta gamma di sottotribù del Nordamerica, Messico e alcuni gruppi distribuiti nel Sudamerica.

La sottotribù di questa voce è inclusa nel lignaggio "Basal grade". In particolare Eschenbachiinae fa parte del sottogruppo relativo agli areali dell'"Africa/Madagascar/Asia sud-est".
I caratteri distintivi delle specie di questa sottotribù sono:
- il portamento può essere erbaceo annuale, biennale o perenne;
- le ligule dei fiori del raggio sono più o meno assenti;
- il pappo può essere connato alla base in un anello deciduo.

### Composizione della sottotribù
La sottotribù Eschenbachiinae comprende 2 generi e 31 specie (comprese quelle indicate nella "Nota").
| Genere                    | N. specie | Distribuzione                        | Caratteri più significativi | Fiori |
| ------------------------- | --------- | ------------------------------------ | --- | ----- |
| Eschenbachia Moench, 1794 | 12        | Africa, Asia (tropicale) e Australia | Il portamento può essere erbaceo annuale, biennale o perenne. - Le ligule dei fiori del raggio sono più o meno assenti. - Il pappo può essere connato alla base in un anello deciduo.  |       |
| Thespis DC., 1833         | 3         | Asia orientale                       | Il portamento di questo genere è annuale e si presenta come piccoli glomeruli erbacei. - Le foglie sono disposte in modo alternato. - Le corolle dei fiori femminili non sono radiate. |       |

Nota: in base alle ultime ricerche molecolari di tipo filogenetico nella sottotribù sono da inserire le seguenti specie:
- Genere Conyza:
  - Conyza limosa O.Hoffm.
  - Conyza pinnata (L.f.) Kuntze (sinonimo di Nidorella pinnata (L.f.) J.C.Manning & Goldblatt[18])
  - Conyza attenuata DC. (sinonimo di Nidorella attenuata (DC.) J.C.Manning & Goldblatt[19])
  - Conyza neocandolleana Humbert
- Genere Psiadia:
  - Psiadia amygdalina Cordem.
  - Psiadia anchusifolia Cordem.
  - Psiadia argentea Cordem.
  - Psiadia aspera Cordem.
  - Psiadia boivinii B.L.Rob.
  - Psiadia callocephala Cordem.
  - Psiadia insignis Cordem.
  - Psiadia laurifolia Cordem.
  - Psiadia montana (Cordem.) Cordem.
  - Psiadia rivalsii A.J.Scott
  - Psiadia salaziana Cordem.
  - Psiadia sericea Cordem.